# 山岸敬和
山岸 敬和（やまぎし たかかず、1972年12月25日 - ）は日本の政治学者。南山大学国際教養学部教授。専門はアメリカ政治、福祉国家論、医療政策。

## 略歴・人物
福井県福井市生まれ。福井市足羽中学校、福井県立藤島高等学校を経て、慶應義塾大学法学部政治学科卒業。1999年慶應義塾大学大学院法学研究科修士課程修了。2006年政治学博士の学位をジョンズ・ホプキンス大学より取得。
ジョンズ・ホプキンス大学非常勤講師、南山大学外国語学部英米学科専任講師、准教授、教授を経て2017年4月より南山大学国際教養学部教授。
恩師は久保文明、アダム・シャインゲイト、マシュー・クレンソン。

## 著書

### 単著
- War and Health Insurance Policy in Japan and the United States : World War II to Postwar Reconstruction　(Johns Hopkins University Press, 2011)
- 『アメリカ医療制度の政治史－20世紀の経験とオバマケア－』 名古屋大学出版会、2014年

### 共著
- 『日米の医療－制度と倫理－』 大阪大学出版会、杉田米行編、2008年（執筆担当部分：第2章「アメリカ民間医療保険制度の起源：国家、医師会、第二次世界大戦」pp. 27-44）

- 『日米の社会保障とその背景』 大学教育出版、杉田米行編、2010年（執筆担当部分：第3章「アメリカ医師会と医療保険-日本との比較の中で-」pp. 91-127)

- 『American Politics from American and Japanese Perspectives －英語と日米比較で学ぶアメリカ政治－』 大学教育出版、マイケル・ピサピア (Michael Callaghan Pisapia) との共著、2013年

- 『アメリカを知るための18章－超大国を読み解く－（アメリカ研究シリーズ No.2）』大学教育出版、杉田米行編、 2013年（執筆担当部分：第5章「アメリカの政治-分権化された政治システムと政策過程－」pp. 46-57).
- 『医療化するアメリカー身体管理の２０世紀 ー』彩流社、平体由美、小野直子編著、2017年（執筆担当部分：第5章「二〇世紀前半までのアメリカ病院制度の発展　－「公共空間」の主導権をめぐる争い」pp. 185-214).

### 共編著
- 『ポスト・オバマのアメリカ』 山岸敬和、西川賢編、大学教育出版、2016年